# Vickus Liebenberg

a Compétitions nationales et continentales officielles uniquement.

Vickus Liebenberg, né le 20 février 1985 à Upington, est un joueur sud-africain de rugby à XV qui évolue au poste de deuxième ligne.

## Biographie
Vickus Liebenberg quitte l’Afrique du Sud à 20 ans, après avoir évolué avec les juniors et les espoirs des Natal Sharks, mais jamais avec les seniors[réf. nécessaire]. 
Il s'engage en 2005 sous les couleurs du CA Brive, intégrant le centre de formation. Après trois années de formation, ayant disputé entre-temps ses premières rencontres avec l'équipe première, il signe son premier contrat professionnel. Non utilisé lors de cette dernière saison, il choisit de retourner en Afrique du Sud.
Après de brefs passages successifs dans les clubs des SWD Eagles, de l'Aironi Rugby et du Pays d'Aix RC, il rejoint les rangs du Stade montois en 2012.
Après quatre saisons à Mont-de-Marsan, Liebenberg n'est pas conservé par le club. Malgré un premier accord oral donné à l'USON Nevers, il signe finalement un contrat avec l'US Dax et reste ainsi en Pro D2,,. Son contrat arrive à son terme à la fin de la saison 2018-2019 ; néanmoins, après la relégation de l'USD en Fédérale 1, Liebenberg met un terme à sa carrière professionnelle.
Il rejoint alors le club amateur de la JS Rion. Alors que le club de Rion-des-Landes fusionne avec celui de Morcenx-la-Nouvelle pour donner naissance au Rion Morcenx CR, Liebenberg continue l'aventure avec cette nouvelle entité sportive, et prend sa retraite sportive à l'issue de la saison 2020-2021.

## Palmarès
- Championnat de France espoirs de rugby à XV :
  - Champion : 2009 avec le CA Brive.